# ثارون مايس
ثارون مايس (بالإنجليزية: Tharon Mayes)‏ مواليد 9 سبتمبر 1968 في نيو هيفن، هو لاعب كرة سلة أمريكي سابق. بدأ مسيرته الاحترافية في سنة 1990. اعتزل اللعب في 2000.

## المسيرة الاحترافية
لعب مع فيلادلفيا سفنتي سيكسرز في سنة 1991، ثم لعب مع لوس أنجلوس كليبرز في سنة 1992، ثم لعب مع ستار هوتشوتز في سنة 1993.

## روابط خارجية
- ثارون مايس على موقع إن بي أي (الإنجليزية)
- ثارون مايس على موقع سبورتس رفرنس (الإنجليزية)
- ثارون مايس على موقع الدوري الإسباني لكرة السلة (الإسبانية)
- ثارون مايس على موقع كرة السلة الأوروبية.كوم (الإنجليزية)
- ثارون مايس على موقع كلية كرة السلة في سبورتس رفرنس.كوم (الإنجليزية)
- ثارون مايس على موقع ريلجم (الإنجليزية)
- ثارون مايس على موقع بروبوليرز (الإنجليزية)
- ثارون مايس على موقع سبورتس رفرنس (الإنجليزية)